# La corrida de toros
La corrida de toros est une huile sur toile de Marià Fortuny peinte en 1870. Le tableau représente une phase d'une corrida dans une arène.

## Contexte
Marià Fortuny est un des rares peintres qui, de son vivant, a connu un engouement frisant l'hystérie. La vente de ses œuvres à l'Hôtel Drouot en 1874 donna lieu à un véritable délire d'enchères. Avec le prix d'un seul de ses tableaux, sa veuve a pu acheter un palais à Venise.
Théodore Duret lui reprochait sa peinture « évidente ». « Une rétrospective en 1974 au Musée de Castres a montré que cet art chatoyant, dont la virtuosité tient parfois du truc, et qui n'exclut pas assez le souci du détail, montre cependant quelques fois les préoccupations que l'on retrouve chez les impressionnistes. »  Fortuny est à mi chemin entre la peinture de genre et l'impressionnisme.

## Les Corridas de Fortuny
L'artiste a peint deux corridas de toros : La corrida de toros et Corrida de toros. Si les titres ne diffèrent presque pas, les styles des deux tableaux (tous deux huiles sur toile) donnent une atmosphère bien différente. Le premier est assez festif, le taureau observe la foule, la tauromachie n'a rien d'inquiétant. Comme pour presque tous ses tableaux de tauromachie, Fortuny use d'une technique que Sophie Monneret qualifie de « papillonnante », inspirée de Francisco de Goya que Fortuny admire passionnément, notamment pour le tableau Sortie de Taureau.
Plus dramatique est le tableau Corrida de taureau (1868), 80,5 × 140,7 cm Musée national d'art de Catalogne, qui montre un accrochage près des barrières, avec un picador qui a raté sa pique, un torero à terre et des subalternes qui l'entourent pour le protéger (le titre anglais du tableau indique Wounded Picador, « Picador blessé », ce qui est une erreur puisque le picador est encore bien en selle sur son cheval). Ici la foule n'est plus colorée mais noire et le coup de lumière est donné uniquement sur ce groupe où  le sang coule peut-être déjà, mais on ne le voit pas.